# Arriva Trains Wales

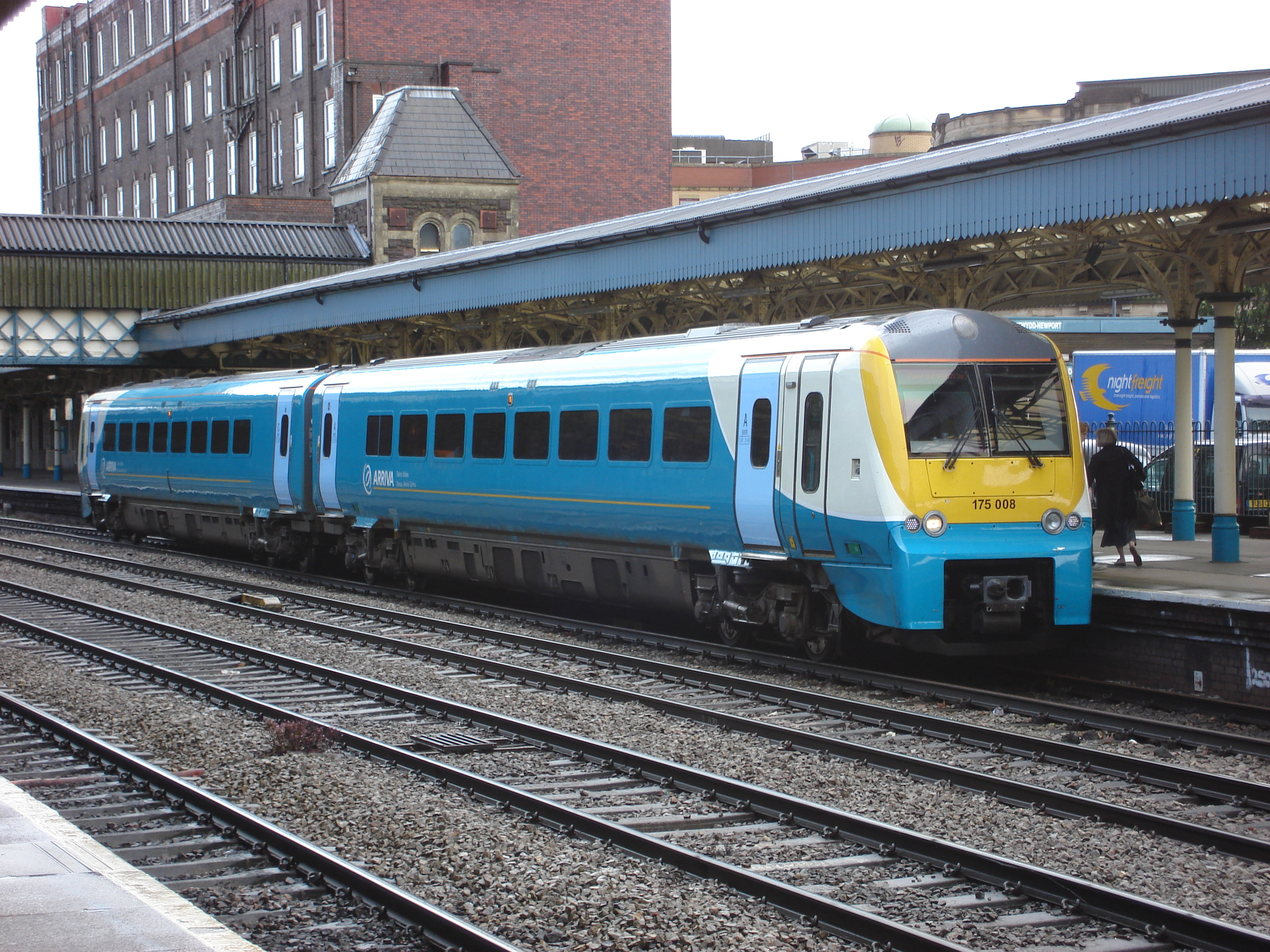
Arriva-treinstel in station Newport (South Wales)

Arriva Trains Wales Ltd (Welsh: Trenau Arriva Cymru Cyf.) was een Britse spoorwegonderneming die actief was in Wales.
Vanaf de privatisering van de Britse spoorwegen in 1996, werd de eerste concessie in Wales en het Westen van Engeland gereden onder de naam Alphaline Wales and West. Deze 'Wales and West'-concessie is op 14 oktober 2001 gesplitst in de concessies 'Wales and Borders' en 'Wessex'. Beide concessies kwamen in handen van de National Express Group.
Sinds 7 december 2003 was Arriva de nieuwe concessiehouder van de 15-jarige 'Wales and Borders'-concessie en worden de treinen geëxploiteerd onder de naam 'Arriva Trains Wales'. Arriva Trains Wales exploiteerde met 166 treinen en 1860 medewerkers een spoornetwerk van ongeveer 4200 kilometer met 235 stations.
In 2010 werd de Arrivagroep overgenomen door Deutsche Bahn.
Op 14 oktober 2018 verliep de concessie. De treindiensten werden op deze dag overgenomen door Transport for Wales Rail Services, dat werd uitgevoerd door Keolis en Amey.